# Paule Marshall
Paule Marshall, nata con il nome di Valenza Pauline Burke da genitori originari dalle Barbados (Brooklyn, 9 aprile 1929 – Richmond, 12 agosto 2019), è stata una scrittrice statunitense.

## Biografia
Valenza Pauline Burke nacque il 9 aprile 1929 a Brooklyn da Samuel Burke e Ada Clement.
Studiò letteratura presso il Brooklyn College e l'Hunter College nei primi anni cinquanta. All'inizio della sua carriera scrisse principalmente raccolte di poesie. Ottenne la notorietà con le opere di narrativa del successivo periodo. 
Docente in diverse importanti università statunitensi tra le quali la New York University, la Università della California - Berkeley e la Columbia University, è considerata una delle autrici di riferimento della letteratura afroamericana contemporanea e le origini culturali dei popoli africani dei caraibi sono un tema importante della sua letteratura.
Paule Marshall è morta il 12 agosto 2019 a Richmond, in Virginia all'età di 90 anni.

## Opere

### Romanzi
- Brown Girl, Brownstones (1959)
- The Chosen Place, the Timeless People (1969)
- Danza per una vedova (Praisesong for the Widow, 1983), Firenze, Le Lettere, 1999 traduzione di Orsola Brizio e M. Giulia Fabi ISBN 88-7166-484-1.
- Daughters (1991)
- The Fisher King (2001)

### Raccolte di racconti
- Anima batti le mani e canta (Soul Clap Hands and Sing, 1961), Repubblica di San Marino, AIEP, 2000 traduzione di Valeria Moscariello ISBN 88-86051-91-3.
- Reena and Other Stories (1983)
- Merle : a novella and Other Stories (1985)

### Saggi
- Paule Marshall Interview with Kay Bonetti (1987)

### Memoir
- Triangular Road (2009)

## Premi e riconoscimenti
- Guggenheim Fellowship: 1961[6]
- American Book Awards: 1984[7]
- Premio Dos Passos: 1989[8]
- Anisfield-Wolf Book Award: 2009 alla carriera[9]